# أبوسوم ضئيل أبيض المنقار
أبوسوم ضئيل أبيض المنقار (الاسم العلمي: Marmosops noctivagus) هو نوع، في جنس Marmosops ‏، وضع التسمية العلمية  Johann Jakob von Tschudi ‏، وذلك في  1844.